# Rustam Kasimdžanov
Rustam Kasimdžanov (uzb. Rustam Qosimjonov; Рустам Касымджанов, rus. Рустам Машрукович Касымджанов) (5. prosinca 1979., Taškent) je uzbečki šahist. Na uzbečkom jeziku njegovo prezime se piše Qosimjanov (latinica je službeno pismo u Uzbekistanu od 1992.), na ruskom Касымджанов, a na engleskom Kasimdzhanov. Kasimdžanov živi u Njemačkoj.
Svjetski prvak u verziji FIDE 2004. – 2005. godine. Na rating listi FIDE od 1. listopada 2005. zauzima 34. mjesto. Najbolji plasman imao je 2001. (11. mjesto).
Šah je naučio igrati s pet godina. Godine 1994. pobijedio je na prvenstvu Azije za omladince, a 1998. na prvenstvu Azije za seniore. Drugi je na prvenstvu svijeta za igrače do 20 godina 1999. Naslov velemajstora osvojio je 1997.
Titulu svjetskog prvaka osvojio je na turniru u Tripoliju (Libija) 2004. godine. Pobijedio je u sedam kratkih mečeva, od toga pet puta u dodatnim brzopoteznim partijama, odigravši ukupno 30 partija. U finalu je pobijedio Michaela Adamsa. U prvom dijelu (šest partija po normalnom tempu) rezultat je bio 2-2 uz dva remija. U dvije dodatne partije po ubrzanom tempu (25 minuta + 10 sekundi po potezu), Kasimdžanov je jednu dobio i jednu remizirao.
Ovaj tip natjecanja očito pogoduje Kasimdžanovu, jer je i na prethodnom turniru za svjetsko prvenstvo, 2002., došao do finala gdje je izgubio od Ananda. Inače, pokazuje znatne oscilacije, pa je imao i nekih katastrofalnih rezultata.
Početkom 2005., u pokušaju objedinjavanja titula svjetskog prvaka, bio je planiran njegov meč s Garijem Kasparovom, ali nije realiziran. (Kasparov je objavio povlačenje iz šaha u ožujku 2005.)
Na turniru za svjetsko prvenstvo u Argentini u rujnu i listopadu 2005. (dvokružni turnir osmero) osvojio je šesto mjesto.

## Vanjske poveznice
- Veliki izbor Kasimdžanovljevih partija
- Kasimdzhanov wins FIDE title